# Phragmipedium
Genre
Classification phylogénétique
Phragmipedium est un genre de plantes de la famille des Orchidaceae, sous-famille des Cypripedioideae. Ces orchidées terrestres sont originaires d'Amérique et sont très appréciées pour la forme de leurs fleurs.
Le travail des horticulteurs spécialisés donne régulièrement de nouveaux hybrides horticoles plus adaptées aux conditions d'ambiance des appartements que les espèces botaniques naturelles.

## Liste des espèces
- Phragmipedium andreettae P.J.Cribb & Pupulin
- Phragmipedium besseae Dodson & J.Kuhn
- Phragmipedium boissierianum (Rchb.f.) Rolfe
- Phragmipedium brasiliense Quéné & O.Gruss
- Phragmipedium caricinum (Lindl.& Paxton) Rolfe
- Phragmipedium caudatum (Lindl.) Rolfe
- Phragmipedium christiansenianum O.Gruss & Roeth
- Phragmipedium czerwiakowianum (Rchb.f.) Rolfe
- Phragmipedium dalessandroi Dodson & O.Gruss
- Phragmipedium fischeri Braem & H.Mohr
- Phragmipedium hirtzii Dodson
- Phragmipedium klotzschianum (Rchb.f.) Rolfe
- Phragmipedium kovachii J.T.Atwood et al.
- Phragmipedium lindenii (Lindl.) Dressler & N.H.Williams
- Phragmipedium lindleyanum (M.R.Schomb.ex Lindl.) Rolfe
- Phragmipedium longifolium (Rchb.f.& Warsz.) Rolfe
- Phragmipedium pearcei (Rchb.f.) Rauh & Senghas
- Phragmipedium peruvianum Christenson
- Phragmipedium reticulatum (Rchb.f.) Garay
- Phragmipedium richteri Roeth & O.Gruss
- Phragmipedium sargentianum (Rolfe) Rolfe
- Phragmipedium schlimii (Linden ex Rchb.f.) Rolfe
- Phragmipedium tetzlaffianum O.Gruss
- Phragmipedium vittatum (Vell.) Rolfe
- Phragmipedium wallisii (Rchb.f.) Garay
- Phragmipedium warszewiczii (Rchb.f.) Christenson 
  - Phragmipedium warszewiczii subsp. exstaminodium (Castaño & al.) Christenson
  - Phragmipedium warszewiczii subsp. warszewiczii
- Phragmipedium xerophyticum Soto Arenas & al.